# Euchromia wahnesi
Euchromia wahnesi là một loài bướm đêm thuộc phân họ Arctiinae, họ Erebidae.